# 락원만
락원만(樂園灣, 표준어: 낙원만)은 조선민주주의인민공화국 락원군에 있는 만이다. 동해에 접해있다.

## 지리
최대 깊이는 19m로 서해의 40m에 비해 21m 얕다. 만에는 작은 섬들이 있다(특히 진두섬, 작은진두섬 등). 락원만은 물살이 들어오는 것을 막아주는 방파제 역할을 한다. 조차는 작지만 대신 바위가 많다.

## 산업
이곳은 어장, 양식장 등을 형성하는 데 유리한 조건을 지닌 만이다. 수산자원도 풍부하며, 특히 이곳에는 락원 전복 보호구도 있다.

## 그 밖에
항구로는 락원항이 있다.